# Region Gao
Gao ist eine Verwaltungsregion Malis mit etwa 544.120 Einwohnern. Ihre Hauptstadt ist das gleichnamige Gao.
Die Region Gao liegt im Osten Malis und grenzt an den Niger. Untergliedert ist sie in die vier Kreise (cercles) Ansongo, Bourem, Gao und Ménaka. Der Fluss Niger durchfließt die Region.
Ethnien in der Region sind die Songhai, Bozo, Tuareg, Bambara und Kounta. Die Stadt Gao war Zentrum des Reiches von Gao und des Songhaireiches.